# Phụ gia thực phẩm

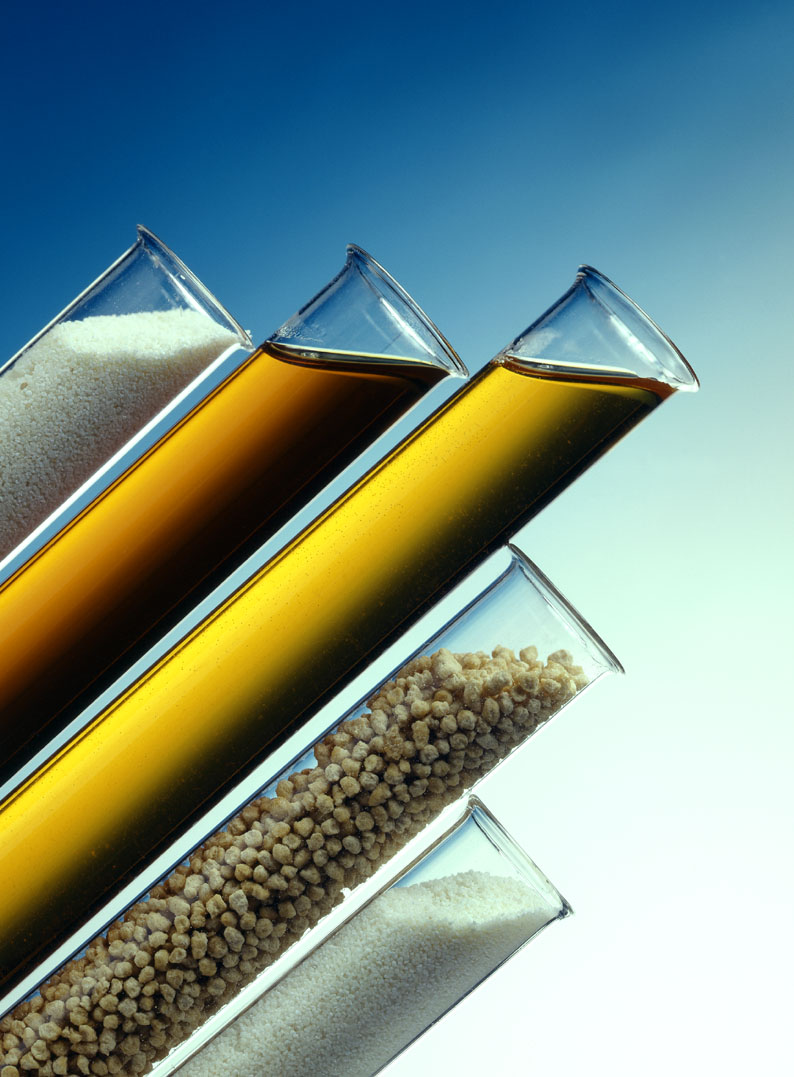
Phụ gia thực phẩm

Các phụ gia thực phẩm là các chất được bổ sung thêm vào thực phẩm để bảo quản (hóa chất bảo quản) hay cải thiện hương vị và bề ngoài của chúng.
Một số phụ gia thực phẩm đã được sử dụng trong nhiều thế kỷ; ví dụ bảo quản bằng làm dưa chua (với giấm), ướp muối - chẳng hạn như với thịt ướp muối xông khói, hay sử dụng lưu huỳnh dioxide như trong một số loại rượu vang. Với sự ra đời và phát triển của công nghiệp chế biến thực phẩm trong nửa sau thế kỷ 20 thì có thêm nhiều phụ gia thực phẩm đã được giới thiệu, cả tự nhiên lẫn nhân tạo. Một số phụ gia là những hóa chất có thể gây hại cho sức khỏe con người nếu dùng liều cao hoặc trong thời gian dài ví dụ acid benzoic,...

## Đánh số
Để quản lý các phụ gia này và thông tin về chúng cho người tiêu dùng thì mỗi loại phụ gia đều được gắn với một số duy nhất. Ban đầu các số này là các "số E" được sử dụng ở châu Âu cho tất cả các phụ gia đã được chấp nhận. Hệ thống đánh số này hiện đã được Ủy ban mã thực phẩm (Codex Alimentarius Committee) chấp nhận và mở rộng để xác định trên bình diện quốc tế tất cả các phụ gia thực phẩm mà không liên quan đến việc chúng có được chấp nhận sử dụng hay không.
Tất cả các số E đều có tiền tố "E" đi kèm, nhưng các quốc gia ngoài châu Âu chỉ sử dụng các số mà không cần biết là các phụ gia đó có được chấp nhận sử dụng ở châu Âu hay không.
Ví dụ, acid axêtic là phụ gia 260, vì thế nó được viết là E260 trên các sản phẩm được bày bán ở châu Âu. Phụ gia 103, alkanet, không được chấp nhận sử dụng ở châu Âu nên nó không có số E, mặc dù nó được chấp nhận sử dụng tại Úc và New Zealand.
Xem thêm Danh sách các phụ gia thực phẩm để có danh sách đầy đủ tất cả các mã số.

## Các thể loại
Các phụ gia thực phẩm có thể phân chia thành vài nhóm, mặc dù có một số phần chồng lấn giữa các thể loại này.
Các acid thực phẩmCác acid thực phẩm hay chất acid hóa được bổ sung vào để làm cho hương vị của thực phẩm "sắc hơn", và chúng cũng có tác dụng như là các chất bảo quản và chống oxy hóa. Các acid thực phẩm phổ biến là giấm, acid citric, acid tartaric, acid malic, acid fumaric, acid lactic.
Các chất điều chỉnh độ acidCác chất điều chỉnh độ acid được sử dụng để thay đổi hay kiểm soát độ acid và độ kiềm của thực phẩm.
Các chất chống vónCác chất chống vón giữ cho các chất bột, chẳng hạn như sữa bột không bị vón cục.
Các chất chống tạo bọtCác chất chống tạo bọt làm giảm hoặc ngăn chặn sự tạo bọt trong thực phẩm.
Các chất chống oxy hóaCác chất chống oxy hóa như vitamin C có tác dụng như là chất bảo quản bằng cách kiềm chế các tác động của các gốc tự do đối với thực phẩm và nói chung là có lợi cho sức khỏe.
Các chất tạo lượngCác chất tạo khối lượng chẳng hạn như tinh bột được bổ sung để tăng số/khối lượng của thực phẩm mà không làm ảnh hưởng tới giá trị dinh dưỡng của nó.
Các chất tạo màu thực phẩmChất tạo màu thực phẩm được thêm vào thực phẩm để thay thế các màu sắc bị mất trong quá trình sản xuất hay làm cho thực phẩm trông bắt mắt hơn.
Chất giữ màuNgược lại với các chất tạo màu, các chất giữ màu được sử dụng để bảo quản màu hiện hữu của thực phẩm.
Các chất chuyển thể sữaCác chất chuyển thể sữa cho phép nước và dầu ăn duy trì được thể hỗn hợp cùng nhau trong thể sữa, chẳng hạn trong maiônét, kem lạnh và sữa.
Các chất tạo vịCác chất tạo vị là các phụ gia làm cho thực phẩm hương vị hay mùi cụ thể nào đó và có thể được tạo ra từ các chất tự nhiên hay nhân tạo.
Các chất điều vịCác chất điều vị làm tăng hương vị sẵn có của thực phẩm.
Các chất xử lý bột ngũ cốcCác chất xử lý bột ngũ cốc được thêm vào bột ngũ cốc (bột mì, bột mạch v.v) để cải thiện màu sắc của nó hay sử dụng khi nướng bánh.
Các chất giữ ẩmCác chất giữ ẩm ngăn không cho thực phẩm bị khô đi.
Các chất bảo quảnCác chất bảo quản ngăn hoặc kiềm chế sự thối hỏng của thực phẩm bị gây ra bởi các hoạt động của nấm mốc, vi khuẩn hay các vi sinh vật khác.
Các chất đẩyCác chất đẩy là các loại khí nén được sử dụng để đẩy thực phẩm ra khỏi đồ chứa đựng nó.
Các chất ổn địnhCác chất ổn định, tạo đặc và tạo gel, chẳng hạn agar hay pectin (sử dụng trong một số loại mứt hoa quả) làm cho thực phẩm có kết cấu đặc và chắc. Dù chúng không phải là các chất chuyển thể sữa thực thụ, nhưng chúng giúp cho các chất thể sữa ổn định hơn.
Các chất làm ngọtCác chất làm ngọt được bổ sung vào thực phẩm để tạo vị ngọt. Các chất làm ngọt không phải đường được thêm vào để giữ cho thực phẩm chứa ít năng lượng (calo) nhưng vẫn có vị ngọt của đường hay vì chúng có các tác động có lợi cho các bệnh nhân bị bệnh đái đường hay sâu răng.
Các chất làm đặcCác chất làm đặc là các chất mà khi thêm vào thực phẩm sẽ làm tăng độ dẻo mà không làm thay đổi đáng kể các thuộc tính khác của thực phẩm.